# 市村俊幸
市村 俊幸（いちむら としゆき、本名：石川 清之助、1920年12月20日 - 1983年8月9日）は、昭和期の俳優。旧東京市（東京都）出身。「ブーちゃん」の愛称で親しまれた。クレイジーキャッツのリーダーであるハナ肇の名付け親としても知られる。

## 来歴・人物

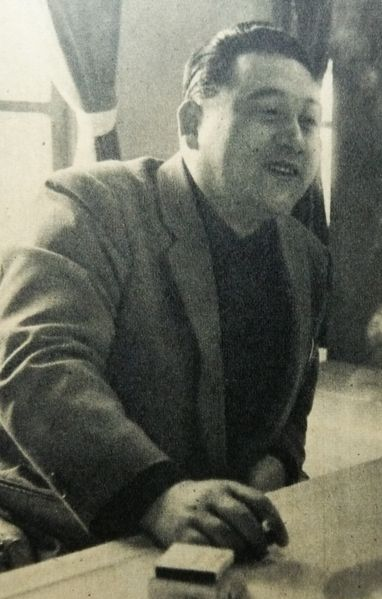
1956年

東京府立第五中学校卒。日本医師会勤務を経て1938年、日劇ダンシングチームに入団。戦後の1946年、南里文雄らの「南里文雄とホットペッパーズ」でピアニストを務める。
1951年9月21日に上映された映画『花嫁蚤と戯むる』（製作：ラジオ映画、配給：東映）で俳優デビュー、翌年の黒澤明監督作品『生きる』で脚光を浴びる。映画ではフランキー堺主演の作品に多数出演した。
ロート製薬の胃腸薬「シロン」の初代広告キャラクターとして、広告に多数登場した。またロート製薬一社提供のラジオ番組『ロート東西お笑い他流試合』（ニッポン放送）やテレビ番組『私はナンバーワン』（毎日放送）の司会に起用され、続く『アップダウンクイズ』（同）でも初代司会を1963年10月 - 1964年3月まで担当した（後任は、同時期の出題者だった小池清毎日放送アナウンサー）。
「やれんなー」というギャグは有名。趣味はピアノ。1982年の「My Life My Piano」他、自ら演奏したピアノ演奏集のレコードも出した。
また、かつてNHKで放送されていた子供向け人形劇『ひょっこりひょうたん島』では、シャッキンバードというキャラの声優を務め、わずかながらではあるが声優としても活躍していた。
1983年8月9日、腎不全のため死去。62歳没。

## 主な出演

### 映画
- 花嫁蚤と戯むる（1951年）
- 生きる（1952年）- ピアニスト
- エノケンの天国と地獄（1954年）
- 猿飛佐助（1955年）
- 緑はるかに（1955年）- 大入道
- 続警察日記（1955年）
- ジャズ・オン・パレード 1956年 裏町のお転婆娘（1956年）
- 青春をわれらに（1956年）
- 狙われた男（1956年）- ヤマさん
- デンスケの宣伝狂（1956年）
- ドラムと恋と夢（1956年、日活）
- 牛乳屋フランキー（1956年）- 石山金太郎
- フランキー・ブーチャンのあゝ軍艦旗（1957年）
- 幕末太陽傳（1957年）- 杢兵衛大盡
- フランキー・ブーチャンのあゝ軍艦女護が島奮戦記（1957年）
- 嵐を呼ぶ男（1957年）- 持永
- 坊ちゃん天国（1958年）
- フランキー・ブーチャンの殴り込み落下傘部隊（1958年）
- 裸の大将（1958年）- 山田巡査
- 嵐の中を突っ走れ（1958年）- 古城雷助
- 愛妻記（1959年）
- まり子自叙伝 花咲く星座（1959年）
- 喜劇 駅前漫画（1966年）- 編集長
- なつかしい風来坊（1966年）- 吉川課長補佐
- 北国の旅情（1967年）- 署長
- ラーメン大使（1967年）
- 喜劇 競馬必勝法 大穴勝負（1968年）
- 昆虫大戦争（1968年）- セボレー工藤

### テレビドラマ
- 新版 歌う弥次喜多（1953年、NHK）
- ペロー博士のおくりもの（1953年、NHK）
- 春を呼ぶ風（1954年、NHK）
- 聖夜の街角（1954年、NHK）
- ブーチャンの星をつかんだ男（1956年、日本テレビ）
- ブーちゃん先生（1957年、KRテレビ）
- カナリヤ姉妹（1957年、NHK）
- パパのお年玉（1959年、日本テレビ）
- パパ起きてちょうだい（1959年 - 1962年、日本テレビ）
- 青空通り（1959年 - 1960年、フジテレビ）
- 夫婦百景（日本テレビ）
  - 『頓馬夫婦』（1959年）
  - 『けたはずれ夫婦』（1960年）
  - 『三ツ面夫婦』（1961年）
  - 『珍品夫婦』（1964年）
  - 『空いた部屋』（1966年）
- 東芝土曜劇場（フジテレビ）
  - 『二人の胸にバラを』（1959年）
  - 『娑婆に脱帽』（1962年）
  - 『復讐計画完了』（1962年）
- 新・三等重役（1959年 - 1960年、NET）
- 手をとりて歌わん（1960年、NHK）
- 女が階段を上る時（1961年、フジテレビ）
- お気に召すまま（1962年、NET）第5話「幽霊会社」
- 三太物語（1961年 - 1962年、フジテレビ）
- 跳び上がる娘たち（1962年、日本テレビ）
- モンスター（1962年、NHK）
- 夜の十時劇場『小さい二つの顔』（1962年、フジテレビ）
- シャープ火曜劇場『異母妹たち』（1963年、フジテレビ）
- ご先祖様バンザイ（1965年、フジテレビ）
- 日産スター劇場（日本テレビ）
  - 『飛び出せ女探偵』（1966年）
  - 『おゝわが愚兄』（1967年）
  - 『奥さまはホステスがお嫌い』（1968年）
- 丸出だめ夫（1966年 - 1967年、日本テレビ）
- アタック拳（1966年、NET）- 鈴山美輔
- 忍者ハットリくん+忍者怪獣ジッポウ（1967年、NET）- フジ夫のパパ
- 三匹の侍（フジテレビ）
  - 第5シリーズ 第9話「鶴之助参る」（1967年）- 鳴海屋利平
  - 第6シリーズ 第8話「犬侍奮戦録」（1968年）- 家老
- ローンウルフ 一匹狼 第22話「拳銃のロンド」（1968年、日本テレビ）
- かみなり三代 第17話「消えた家宝」（1969年、日本テレビ）
- 素浪人 花山大吉（1969年 - 1970年、NET）
- ブラックチェンバー 第6話「昼下りの狙撃」（1969年、フジテレビ）
- 悪一代（1969年、朝日放送）
- 特別機動捜査隊（NET）
  - 「地獄の裏側」（1969年）
  - 「狂った夏」（1971年）
- 鬼平犯科帳（1969年）第12話「妖盗葵小僧」‐市兵衛
- フラワーアクション009ノ1 第4話「殺し屋はニューモードがお好き」（1969年、フジテレビ）
- 夫よ男よ強くなれ「あなたって日本一ダメネ!!」（1970年、NET）
- おくさまは18歳 第7話 - 第9話  (1970年、TBS)
- アテンションプリーズ 第10回・第11回（1970年、TBS）- 洋子の叔父
- プレイガール 第76話「勇み肌きょうだい仁義」（1970年、東京12チャンネル）

- あまく危険な香り（1982年、TBS）- 小田切健策

### テレビ番組
- 第10回NHK紅白歌合戦（NHK）
- 笑えば天国（フジテレビ）
- ロートものまねコンクール（TBS） 司会
- 私はナンバーワン（毎日放送） 司会
- アップダウンクイズ（毎日放送） 司会
- 今週の爆笑王（TBS）

ほか

### 吹き替え・声優
- わんわん物語（1956年吹き替え版） ジョー
- ひょっこりひょうたん島（NHK） シャッキンバード

### レコード
- わが青春、わがピアノ（1982年、アポロン音楽工業）

※2枚組LP。市村のトークとピアノ演奏で構成。

## 参考
- 日本映画データベース
- テレビドラマデータベース